# Montesano (Washington)
Montesano es una ciudad ubicada en el condado de Grays Harbor en el estado estadounidense de Washington. En el año 2000 tenía una población de 3.312 habitantes y una densidad poblacional de 123,7 personas por km².

## Geografía
Montesano se encuentra ubicada en las coordenadas 46°59′9″N 123°35′52″O / 46.98583, -123.59778.

## Demografía
Según la Oficina del Censo en 2000 los ingresos medios por hogar en la localidad eran de $40.204, y los ingresos medios por familia eran $42.344 Los hombres tenían unos ingresos medios de $41.500 frente a los $30.096 para las mujeres. La renta per cápita para la localidad era de $19.467. Alrededor del 11,6% de la población estaban por debajo del umbral de pobreza.